# Gryfonik brukselski
Gryfonik brukselski – jedna z ras psów należąca do grupy psów do towarzystwa, zaklasyfikowana do sekcji małych psów belgijskich. Znajduje się w podsekcji gryfoników. Według klasyfikacji FCI nie podlega próbom pracy. Typ dogowaty.

## Rys historyczny
Jak wszystkie trzy rasy małych psów belgijskich wywodzą się od psów wykorzystywanych przede wszystkim do łapania myszy i szczurów w stajniach. 
Gryfoniki wraz z pinczerem małpim mają wspólnego przodka, którym był pies miniaturowy o szorstkim włosie. Gryfonik brukselski został rozpropagowany jako rasa po zwycięstwie na wystawie w Brukseli w 1880 roku jednego z przedstawicieli tej odmiany. Jego standard ustalono w 1905 roku. 

## Wygląd

### Szata i umaszczenie
Gryfonik brukselski posiada tylko i wyłącznie umaszczenie rude, rudopłowe lub pszeniczne, z maską czarną lub silnie rozjaśnioną. Włos jest szorstki.

## Charakter i użytkowość
Gryfoniki są psami o usposobieniu wesołym, skore do zabaw. Czujne, dawniej pełniły funkcje małych psów stróżujących, współcześnie są głównie psami do towarzystwa.